# Râul Văleni, Mureș
Râul Văleni este un curs de apă, afluent al râului Mureș. 

## Hărți
- Harta județului Mureș